# Pop Čira in pop Spira
Pop Čira in pop Spira (srbohrvaško Pop Ćira i pop Spira) je jugoslovanski dramski film iz leta 1957, ki ga je režirala Soja Jovanović in zanj napisala tudi scenarij skupaj z Rodoljubom Andrićem. Temelji na istoimenskem romanu Stevana Sremca, v glavnih vlogah nastopajo Ljubinka Bobić, Nevenka Mikulić, Jovan Gec, Milan Ajvaz, Renata Ulmanski, Dubravka Perić in Slobodan Perović. Dogajanje je postavljeno v idilično vasico, kjer življenje vaške elite teče mirno, dokler v vas ne pride učitelj Petar Petrović, ki se lahko poroči s hčerjo le enega od obeh duhovnikov.
Film je bil premierno prikazan 23. aprila 1957 v jugoslovanskih kinematografih in je naletel na dobre ocene kritikov. Na Puljskem filmskem festivalu je osvojil glavno nagrado velika zlata arena za najboljši jugoslovanski film, ob tem pa še nagradi za najboljšo glavno igralko (Ulmanski) in režijo (Jovanović). Je prvi jugoslovanski barvni film.

## Vloge
- Jovan Gec kot pop Čira
- Ljubinka Bobić kot Persida
- Milan Ajvaz kot pop Spira
- Nevenka Mikulić kot Sida
- Renata Ulmanski kot Jula
- Dubravka Perić kot Melanija
- Ljubiša Jovanović kot pop Oluja
- Slobodan Perović kot učitelj Petar Petrović
- Vlastimir Đuza Stojiljković kot Berberin Šaca